# Neutrofil
Neutrofili ili neutrofilni granulociti su leukociti koji štite organizam od bakterijske ili gljivične infekcije kao i drugih sitnih izazivača upalnih procesa. Oni uglavnom predstavljaju prvi odgovor organizma na infekciju, a svojom aktivnošću i potonjim odumiranjem u velikom broju formiraju gnoj. Nazivaju se i polimorfojedarni leukociti(polimorfonukleari) ili mikrofagi. Izraz mikrofagi proizilazi iz njihove aktivne uloge u fagocitozi.
Najbrojniji su među cirkulišućim leukocitima i čine 50-70% ukupnog broja belih krvnih zrnaca ili u apsolutnom broju od 2,500 do 7,000 u mikrolitru krvi. Na krvnom razmazu su okruglog oblika, sa relativno brojnim mikrovilama.Veličina ćelije je od 10 do 15 mikrometara.Jedro im ima najčešće 3, ređe 2, 4 ili 5 lobusa, dok je citoplazma ispunjena specifičnim i azurofilnim granulama. Specifične granule su svetlo ružičaste boje,ne boje se ni baznim ni kiselim bojama,te odatle i potiče naziv Neutrofilima.